# カン・ミョンウン
カン・ミョンウン（강명운、1976年12月5日 - ）は、韓国のライトノベル作家、ファンタジー作家。2001年にファンタジー小説『ドラゴン姉弟』でデビュー。
2007年9月、韓国オリジナル作品を刊行するライトノベルレーベル・シードノベル（2007年7月創刊）が主催するシードノベルコンテスト（시드노벨 공모전）で、平凡な男子高校生と九尾の狐少女のラブコメディ―『しっぽを探して!』が入選し、2008年1月よりシードノベルで刊行されている。

## 作品
題名の訳は暫定的な直訳。
- 드래곤 남매 （ドラゴン姉弟）

2001年10月 - 2004年3月、全8巻
- 사립 사프란 마법 여학교였던 학교 （私立サフラン魔法女学校だった学校）

2006年5月 - 2010年1月、全8巻、ほかに外伝（2010年11月 - ）が既刊2巻
- 꼬리를 찾아줘! （しっぽを探して!）

2008年1月より韓国D&Cメディアシードノベルで刊行中、既刊7巻、イラスト：Cherrypin